# Michiyo Takagi
Pour les articles homonymes, voir Takagi (homonymie).
Michiyo Takagi (高木 美智代, Takagi Michiyo), née le 13 septembre 1952, est une femme politique japonaise, représentant le Kōmeitō à la Chambre des représentants du Japon. Elle rejoint le gouvernement Abe IV en 2017, au poste de vice-ministre de la Santé, du Travail et des Affaires sociales.

## Jeunesse et carrière pré-électorale
Takagi naît le 13 septembre 1952 à Kitakyūshū, dans la préfecture de Fukuoka. Elle effectue des études à l'Université Sōka, dans le département des lettres modernes. Elle obtient son diplôme en 1975. Elle rejoint immédiatement après ses études le journal Seikyō shinbun, en tant que journaliste. Elle décide de s'impliquer en politique auprès du Kōmeitō après une discussion avec la représentante Yuriko Ōno (ja), sur les différentes mesures applicables au quotidien pour concrètement améliorer la vie des femmes japonaises.

## Carrière électorale

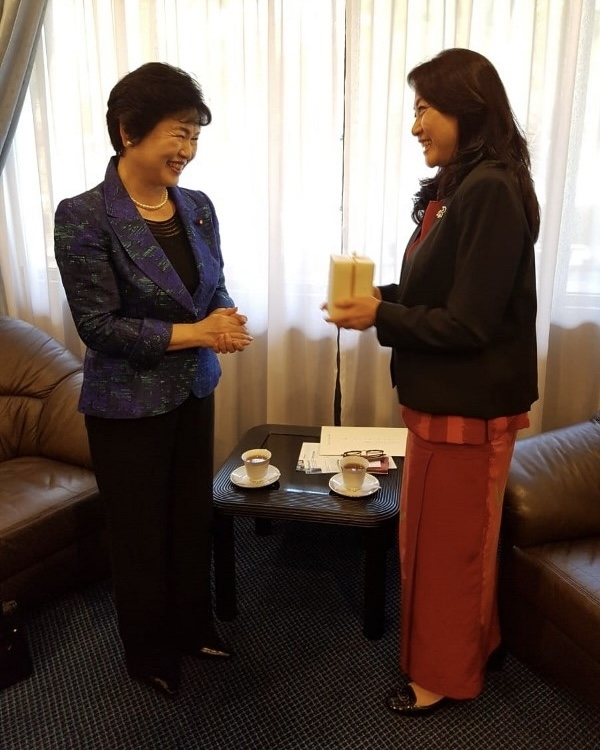
Takagi lors d'un voyage d'État à Brunei en 2018.

Takagi se présente pour la première fois à une élection nationale en 2003, lors des élections législatives japonaises de 2003. Elle se présente sous l'investiture du Kōmeitō, et est élue à l'issue de ce scrutin. Elle fait ainsi son entrée à la Diète du Japon.
Réélue en 2005 à la suite des élections législatives de la même année, elle fait ensuite son entrée dans le gouvernement Abe I au poste de secrétaire parlementaire chargée de l'Économie, du Commerce et de l'Industrie en 2006. Elle conserve son poste en 2009, et devient en 2010 la présidente de la Commission spéciale sur la jeunesse de la Chambre des représentants.
Elle est réélue en 2012 et en 2014, conservant son poste. En 2016, elle prend la tête de la Commission de l'économie, du commerce et de l'industrie de la Chambre des représentants. Takagi est nommée dans le gouvernement Abe III en 2017 au poste de vice-ministre de la Santé, du Travail et des Affaires sociales, poste qu'elle conserve lors de la formation du gouvernement Abe IV à la suite de sa réélection à l'issue des Élections législatives japonaises de 2017.
Takagi annonce prendre sa retraite politique en 2021, et ne cherche pas à briguer un septième mandat.

## Prises de positions
Takagi fait la promotion et soutient les Abenomics, politique économique japonaise promue par le premier ministre Shinzō Abe. Elle estime également que l'énergie nucléaire est nécessaire à la contribution énergétique japonaise. Elle souhaite également une révision de la constitution antimilitariste du Japon.
Elle se déclare également opposée à la visite par les membres du gouvernement du sanctuaire Yasukuni, sanctuaire shinto, considéré par certains comme l'un des symboles nationalistes du Japon, mais également de son passé colonialiste. Sur des questions sociétales, elle se déclare favorable à la mise en place d'un système de quotas en politique afin de favoriser l'accession des femmes à des postes plus importants. Elle est également favorable aux tentatives de changer la loi japonaise qui impose aux conjoints de porter le même nom. Takagi se déclare également favorable à une réglementation plus stricte des discours de haine dans la société japonaise.
Takagi s'implique également fortement dans l'égalité homme-femme. Elle cherche notamment à faciliter l'équilibre de vie des femmes japonaises, et de libérer leur charge mentale.

## Vie privée
Bouddhiste, elle rejoint le mouvement Sōka gakkai en 1977. Takagi a deux filles.